# Article 58 de la Constitution belge
L'article 58 de la Constitution belge fait partie du titre III Des pouvoirs. Il garantit une liberté totale de parole aux députés et sénateurs au sein de chaque chambre. Il date du 7 février 1831 et était à l'origine — sous l'ancienne numérotation — l'article 44. Il n'a jamais été révisé.

## Texte
« Aucun membre de l'une ou de l'autre Chambre ne peut être poursuivi ou recherché à l'occasion des opinions et votes émis par lui dans l'exercice de ses fonctions. »

## Portée
L'article 58 avec l'article 59 de la Constitution consacre l'immunité parlementaire des représentants et sénateurs du parlement fédéral. Ils sont, avec cet article, irresponsables pour leurs opinions,.
L'article 120 renvoie à ces deux articles pour la protection des législatures locales.
La portée de cet article a amené à plusieurs controverses et à plusieurs décisions jurisprudentielles.

### Arrêt du 12 juillet 1865 de la Cour de cassation dit « affaire Chazal»
Le 4 avril 1865, à la Chambre des représentants, lors d'un débat sur l'envoi de volontaires à l'expédition mexicaine, le député anversois du Meetingpartij Jean-Jacques Delaet accuse le ministre de la Guerre de Léopold Ier, le baron Chazal, d'avoir commis de nombreuses irrégularités. Le lendemain, le baron Chazal répond au député et termine son discours par : « Il n'y a que ceux qui sont capables de telles infamies qui peuvent accuser les autres de les avoir commises ». M. Delaet demande à pouvoir répondre, ce que le président de la Chambre lui refuse.
Hors du Palais de la Nation, M. Delaet demande au baron Chazal de retirer ses propos mais le général refuse de s'exécuter. L'anversois provoque alors le ministre en duel, ce dernier accepte. Le combat a lieu le 8 avril 1865 à Saint-Josse-ten-Noode mais personne n'est blessé. Le duel étant interdit par la loi du 8 janvier 1841, le ministre et le député sont poursuivis. L'article 103 de la Constitution accorde à l'époque à la Cour de cassation le soin de juger les ministres après que les Chambres réunies les y aient traduits.
Lors des débats, il se pose question de savoir si les « provocations » qui ont eu lieu lors des débats parlementaires doivent être prises en compte pour déterminer la gravité de la peine. Le procureur général demande à la Cour de ne pas les prendre en compte car l'article « défend non seulement de poursuivre, mais même de rechercher les membres des chambres à l'occasion des opinions par eux émises dans l'exercice de leurs fonctions ». Le ministre n'est pas membre de la Chambre mais il n'appartient pas à la Cour de juger un ministre sur ses actes politiques. La Cour a suivi l'avis du procureur.
Elle a condamné Jean-Jacques Delaet à trois mois de prison et le lieutenant général baron Chazal à deux mois de prison. Chazal a présenté sa démission à Léopold Ier qui l'a refusée.